# Zbigniew Szczot
Zbigniew Szczot (ur. 6 czerwca 1937 w Ostrzeszowie, zm. 11 marca 2016 w Poznaniu) – polski działacz sportowy, prezes Klubu Sportowego Posnania.
W 1955 ukończył ostrzeszowskie Liceum Salezjanów, a w 1960 Politechnikę Poznańską. Pracował w poznańskim ZNTK oraz, przez wiele lat, w spółdzielczości. Z KS Posnania związany od 1979 (sekcje: siatkówki i piłki ręcznej). Od 1990 w zarządzie klubu (w latach 1992-2001 sekretarz i wiceprezes organizacyjny). Od 2003 do 2005 prezes klubu, potem ponownie wiceprezes (tym razem do spraw sportowych). Współpracował również z Wielkopolskim Związkiem Kajakowym. Odznaczony m.in. Krzyżem Kawalerskim Orderu Odrodzenia Polski i Odznakę Honorową Miasta Poznania. W 2015 zdobył tytuł Super Seniora Poznańskiego Sportu.
Pochowany na cmentarzu Jeżyckim.